# Mar d'Aral Nord
La Mar d'Aral Nord (o el Mar d'Aral Nord) és un llac salat derivat del Mar d'Aral. A causa de la destrucció d'aquest segon, causada pel desviament de gran part del cabal dels principals rius que hi desemboquen (el Sirdarià i l'Amudarià) per a destinar l'aigua als cultius, sobretot de cotó, el mar es va separar en dues parts el 1987: la del nord i la del sud, essent molt més petita la primera. Es va arribar a construir un canal per tornar-los a unir, però el 1999 va acabar dessecant-se pel descens del nivell de l'aigua. L'única ciutat costanera del llac és la ciutat d'Aral.
Actualment hi ha una especial preocupació en conservar aquesta part de l'antic mar. El govern ha construït preses per tal de regular el flux d'aigua dolça que hi arriba i evitar així la seva dessecació. A més se'n va construir una altra, a l'octubre de 2003, que separa les dues meitats de l'Aral, el Dic de Kokaral, que evita que l'aigua acumulada del nord passi totalment al sud, regulant, doncs, el nivell i la salinitat. El primer disseny del dic era defectuós i va fallir en dues ocasions, però van destinar-hi més diners, cosa que provocà la seva renovació i la creació d'un disseny més robust. Actualment està prevista la construcció d'un segon dic.

## Evolució del llac

Comparació del Mar d'Aral Nord el 2000 i 2011. El llac salat més petit a l'extrem oriental del mapa és el Llac Kamyslybas.

Després de la caiguda de la Unió Soviètica el 1991, el govern independent del Kazakhstan va decidir restaurar la part nord del mar que és alimentat pel Sirdarià. Actualment, s'estan duent a terme treballs per preservar el mar d'Aral Nord, inclosa la construcció de preses que garanteixin la preservació d'un flux constant d'aigua dolça. A l'octubre de 2003, el Govern del Kazakhstan va donar a conèixer un pla per construir una presa de ciment, el Dic de Kokaral, per separar les dues meitats del mar d'Aral, de forma que es pogués elevar el nivell de l'aigua en aquest tros del mar original i reduir els nivells de salinitat. El 2003, el mar tenia 30 m de profunditat i 2.550 km² de superfície. Part d'aquest esforç va ser completat el 2005, en sis mesos va augmentar en gairebé 4 metres i en un any va aconseguir augmentar la grandària en un terç i recuperar part de la seva fauna aquàtica. El més esperançador va ser que part de l'aigua va començar a fluir tímidament cap al mar d'Aral Sud. El 2008, la profunditat del mar havia crescut en 12 m des del seu nivell del 2003 (Font JAXA: 3200 km²); el 2008 havia arribat a 42 m de profunditat i 3300 km² de superfície (Font JAXA: 3600 km²).
La ciutat pesquera d'Aral, situada al nord-est del llac, es va arribar a retrocedir les seves aigües a 100 km de la costa per a principis de la dècada de 2000, però les últimes mesures es troben a només 20 km i es continua apropant. I la pesca és una activitat que ja ha tornat, tot i que no en gran quantitat com antigament, sense moure un sector econòmic important.
| Indicadors \ Any               | 1970  | 1988 | 2003 | 2004 | 2007  | 2008 | 2009 | 2010 | 2011 |
| ------------------------------ | ----- | ---- | ---- | ---- | ----- | ---- | ---- | ---- | ---- |
| Nivell d'aigua, m              | 53    | 40   | 30   |      | 42    | 42   | 42   | 42   | 42   |
| Volum, km³                     | 82    |      |      | 15,6 | 27    |      |      | 27,1 |      |
| Área de la superficie, mil km² | 6,118 |      | 2,55 |      | 3,258 | 3,3  |      |      |      |
| Salinitat, ‰                   | 8-13  | 30   |      | 23   | 11-14 |      | 12   | 17   | 9    |

## Nova proposta d'un sobreeixidor tancat

### Fins ara
En general, el dic de l'estret de Berg finançat pel Fons Mundial per al Medi Ambient (FMAM) i el govern del Kazakhstan va permetre millorar la salinitat de l'aigua del mar d'Aral Nord:
1. El dic en l'estret de Berg va permetre augmentar el nivell del mar del Mar Aral Nord fins als +42 msnm, “forçant” als 42,5 m.
2. La salinitat mitjana actual al Mar Aral Nord és d'uns 11-14 g/l. En un futur proper n'assolirà 8-13 g/l
3. Per millorar encara més la situació, calen millores en l'eficiència del reg per augmentar l'entrada del Sirdarià.
4. És possible fer el dic actual una mica més alt i elevar el nivell a +45 msnm. Això permetrà ampliar el volum i la superfície del Mar d'Aral Nord.

### Nova proposta

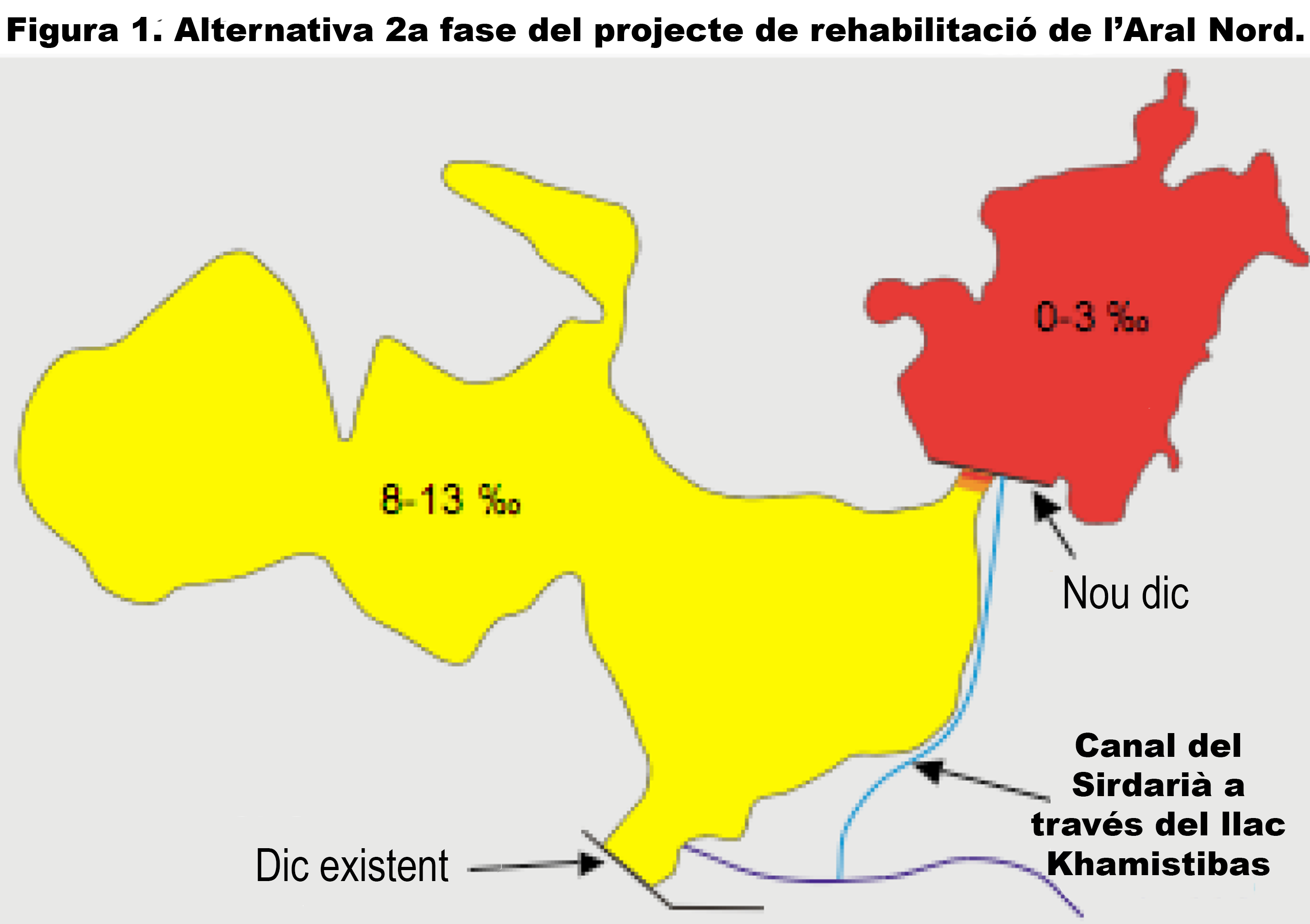
2a fase alternativa del projecte de rehabilitació del Mar Aral Nord

S'ha proposat una segona fase alternativa (Figura 1) del projecte de rehabilitació del Mar Aral Nord amb les següents característiques:
1. La segona fase alternativa del projecte augmentaria només el nivell del golf de Saryshaganak.
2. La segona fase permetria millorar la salut de la població local, reduir l'atur i augmentar els nivells de vida i els ingressos a les famílies locals.
3. També es millorararia l'economia local (pesquera, transport marítim, etc.).
4. El microclima local al voltant del Mar d'Aral Nord seria molt millor que ara.

L'hidrosistema AKLAK al riu Sirdarià inclouria una presa de corrents d'aigua, sobreeixidors, canals de proveïment i canals de cua, pantalles d'inundació, instal·lacions de pas de peixos i de presa d'aigua. El sobreeixidor està dissenyat com un desbordament de cresta ampla amb canal inclinat i la piscina d'addició afegida. La part inferior de la piscina de detenció s'aprofundeix a 11,3 metres sota de la marca de la mampara del sobreeixidor. La piscina que es trenca consisteix en un sobreeixidor, una secció que calma, i els tubs de la transició que connecten la piscina que calma amb l'adducció i els canals de cua. L'ample total de la cresta és de 42 m. En una secció transversal, la construcció del moll consta de tres seccions, cadascuna amb un ample de 12 metres d'ample. Cada secció està equipada amb portes de sector. Les ranures per a les comportes de seguretat simples es fan en la direcció de la capçalera.

Proposta del nou sobreeixidor tancat del Mar Aral Nord

Desafortunadament a finals de 2006 i fins i tot a finals de 2007 el sistema hidroelèctric d'AKLAK al riu Sirdarià no s'ha completat. Actualment hi ha previst complir aquest projecte aquest any. Permetrà tornar l'aigua a les antigues badies de Karatern i Karasholan, així com a altres masses d'aigua de les riqueses del Sirdarià. La realització satisfactòria de l'hidrosistema AKLAK permetrà començar la segona fase del projecte.
Philip Micklin va aconsellar augmentar el dic Kokaral en alçada, per tal de fer que el nivell del mar d'Aral Nord fos més elevat a + 47-48 msnm. També va aconsellar fer un nou sobreeixidor tancat a l'antic estret d'Auzykokaral que es trobava en el costat més oriental de l'antiga illa de Kokaral. Aquest nou sobreeixidor tancat permetria apropar l'aigua més ràpidament a les restes del Mar d'Aral Sud (depressió oriental). El 2007, el Mar Aral Sud es va dividir en tres parts (Gran Aral Occidental, Gran Aral Oriental i el Llac Barsakelmes) (Figura 2)

## Perspectives
En el marc del projecte PRSSAM-2, s'estan duent a terme els preparatius per augmentar l'alçada del Dic de Kokaral en 6 metres i transferir el sobreeixidor al mar d'Aral Sud des de l'estret de Berg fins a la badia de Xevtxenko. Al mateix temps, el volum d'aigua al mar d'Aral Nord passarà de 27 km³ a 59 km³, cosa que permetrà augmentar la profunditat del mar i apropar-se a les aigües del del mar d'Aral Nord fins a l'antic port d'Aral a una distància aproximada d'1 km.
L'àmbit de treball, que està previst que s'iniciï el 2018, inclou:
- reconstrucció de la part nord del mar d'Aral: la construcció del dic de Kokaral de 42 a 48 metres a l'escala del Bàltic;
- construcció i equipament d'un centre de treball per a la gestió de recursos hídrics a la part kazakh de la conca del riu Sirdarià;
- restauració del regulador de la porta del complex hidroelèctric de Khizilordà;
- construcció de represes de protecció als districtes de Khazali i Kharmakhxi;
- endreçament del llit del riu Sirdarià als trams de Korganxa i Turumbet;
- construcció d'un pont vial a prop del poble de Birlik, districte de Khazali;
- restauració dels sistemes lacustres del llac Khamistibas i Akshatau;
- reconstrucció i ampliació dels estanys de cria al criador de peixos al llac Khamistibas a la regió d'Aral.

El cost del projecte és superior als 23 mil milions de tenges. Se suposa que la zona del Mar d'Aral Nord augmentarà de 3151 quilòmetres quadrats a 4645, i la seva mineralització disminuirà fins a 8 g/l.
|  |  |  |

## Aturada de les obres
La promesa del recreixement de la nova alçada de la presa del Mar d'Aral Nord va ser aturada per les disputes internacionals; a més ha vingut la pandèmia de la covid i per la crisi econòmica se n'està estancant encara més. Per tant, tant la 2a fase (2015-2021) que consistia en l'elevació de la presa amb 6 metres més del seu nivell actual de 42 m; com la 3a fase (2017-2022) que consistia en la substitució dels canals de la conca del Sirdarià per gestionar millor el riu; amb un cost pressupostat de 300 milions de dòlars encara no s'han realitzat.